# Богарне, Стефания де
Стефания Луиза Адрианна де Богарне (фр. Stéphanie Louise Adrienne de Beauharnais; 28 августа 1789, Версаль — 29 января 1860, Ницца) — великая герцогиня Баденская, супруга великого герцога Карла Баденского.

## Биография
Родилась в Версале в семье графа Клода Богарне, двоюродного брата виконта Александра де Богарне, и его жены Клодины. После смерти матери от туберкулеза в 1791 году воспитывалась в пансионе при монастыре в Монтобане, откуда по приказу Наполеона была вызвана в Париж. Жозефина Богарне определила её в модный пансион мадам Кампан, где воспитывалась ее дочь Гортензия. По окончании обучения в 1806 году Стефания, как член императорской семьи, переехала на жительство во дворец Тюильри, где вела роскошную жизнь, продлившуюся, однако, недолго. 

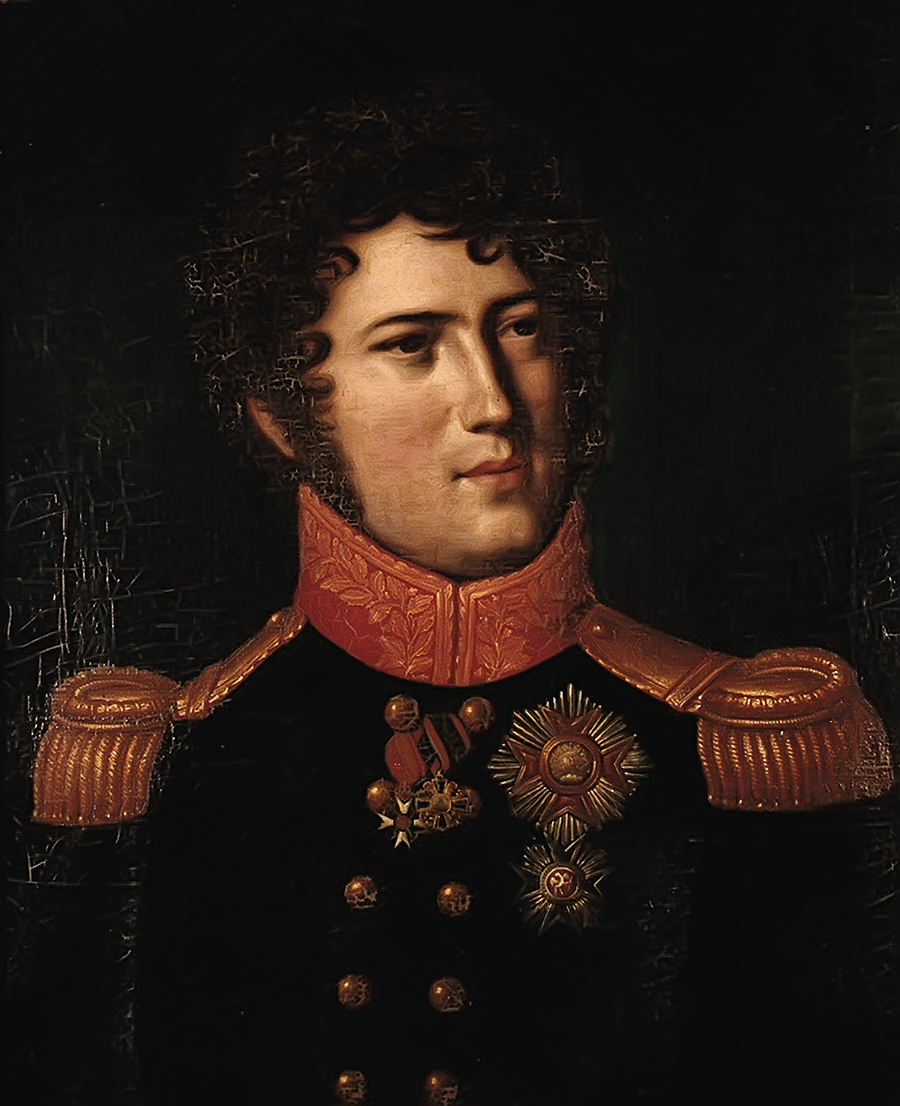
Принц Карл Баденский

Вскоре Наполеон по политическим причинам устроил её брак с курфюрстом Карлом Баденским (1786—1816), даровал Стефании титул «принцессы Франции» и торжественно удочерил её. Чтобы дед жениха согласился на этот неравный брак, Наполеон увеличил его владения и сделал его великим герцогом. Кроме того он заставил Карла Баденского отказаться от своей невесты Августы Баварской, на которой женил своего пасынка Евгения Богарне.
Став приемной дочерью императора, Стефания была помещена в особо роскошные апартаменты Тюильри и во всех придворных церемониях занимала второе место после императрицы Жозефины, что возбудило зависть Гортензии и сестер императора. От природы веселая, живая и кокетливая (с хорошим цветом лица, голубыми глазами и красивыми белокурыми волосами) Стефания оказывала Наполеону особое внимание. Он же, испытывая слабость к хорошенькой родственнице, поддался её чарам. Пошли толки и сплетни. Этому постыдному скандалу положила конец ревность Жозефины, она напомнила Стефании, что «у нее есть жених, которому ей и надо строить глазки, а не мужу тетки». 

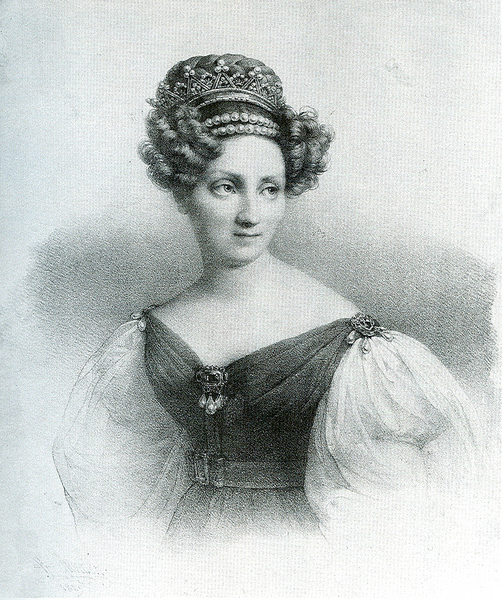
Стефания Баденская

Когда Карл Баденский приехал во Францию, он совершенно не понравился невесте. Свадьба состоялась в Париже 8 апреля 1806 года, однако, Стефания с первого же дня заперла дверь своей спальни перед мужем. Пользуясь большим успехом в обществе, она кокетничала с Жеромом Бонапартом, ее забавляла его страсть и на всех балах она танцевала только с ним. Однажды вечером их близкие отношения стали очень заметны и с принцессой Екатериной случилась истерика. Поведение Стефании возбудило всеобщей скандал. Наполеон сделал ей строгий выговор и отправил ее с мужем в Карлсруэ, куда стал писать ей отеческие письма, советуя любить мужа. В Германии отчуждение между супругами продолжалось по-прежнему и принц Карл стал вести совершенно отдельную жизнь от жены. 
Но в 1808 году в легкомысленной Стефании произошла перемена, понимая, что она должна родить наследника, она неожиданно стала любезна с мужем, но принц охлажденный ее сопротивлением, не поверил в искренность её чувств и оттолкнул её. Дело дошло то того, что они не виделись в продолжении двух лет. Карл проживал в Карлсруэ, а Стефания в Мангейме. Тем не менее в 1810 году они примирились и сделались самой счастливой, влюбленной парочкой, произведя на свет пятерых детей. В 1811 году после смерти деда принц Карл стал великим герцогом, а Стефания герцогиней. В продолжении семи лет она была вполне счастлива в семейной жизни, хотя смерть её сына и придворные интриги с целью убедить мужа развестись с ней причинили ей немало горя. 

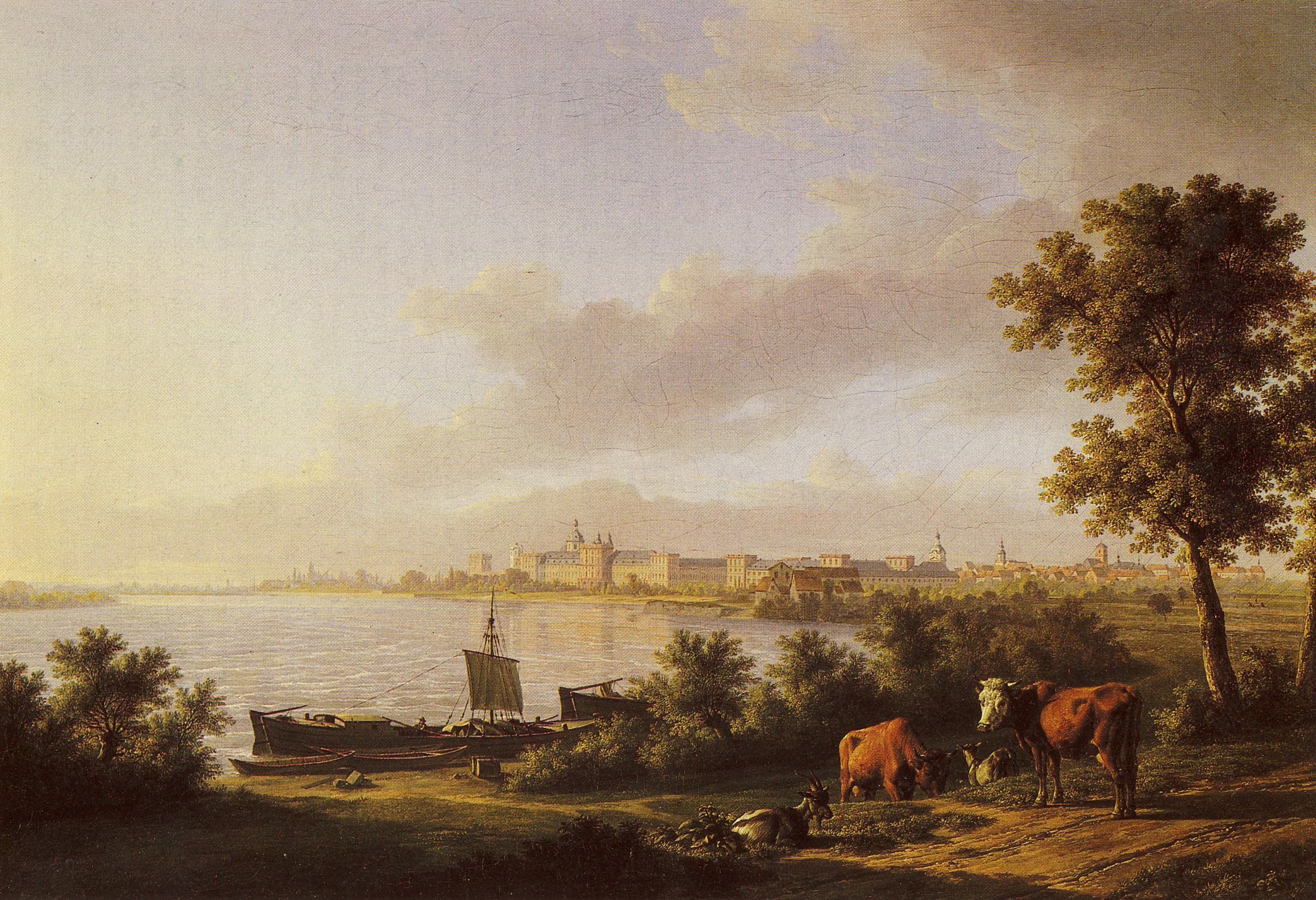
Мангеймский замок (1812)

8 декабря 1818 года Карл Баденский неожиданно умер. После его смерти трон Бадена занял его дядя Людвиг I. Оставшись вдовой в 29 лет, Стефания долго оплакивала мужа и сына. Она жила очень скромно в Мангеймском замке, где её салон был популярным местом среди местных интеллектуалов, или в летним двореце в Баден-Бадене. Через несколько лет она переселилась во Фрайбург. Там в живописном замке она стала принимать светское общество и даже давала балы. После того как принц Луи Наполеон стал президентом второй Французской республики, Стефания часто посещала Париж, где играла роль хозяйки на балах, которые давал принц в Елисейском дворце. Она приветствовала восстановление империи во Франции и умерла от воспаления легких в 1860 году в Ницце. Похоронена в королевской усыпальнице в церкви Святого Михаила в Пфорцхайме.

## Семья и дети
С 8 апреля 1806 замужем за Карлом Баденским. Дети:
- Луиза (1811—1854), замужем за кронпринцем Густавом Вазой (1799—1877), преемником свергнутого шведского короля Густава IV;
- сын (1812—1812) (согласно народной молве, Каспар Хаузер);
- Жозефина (1813—1900), замужем за князем Карлом Антоном  Гогенцоллерн-Зигмарингеном;
- Александр (1816—1816);
- Мария (1817—1888), замужем за Уильямом, 11-м герцогом Гамильтоном (1811—1863); их дочь была матерью монакского князя Луи II.